# Родда, Айзек
Айзек Родда (англ. Izack Rodda; род. 20 августа 1996, Лисмор) — австралийский регбист, лок команды «Уэстерн Форс» из Супер Регби и сборной Австралии.

## Ранние годы
Родился в городе Лисмор на севере Нового Южного Уэльса, в 40 км от города Эванс-Хед, куда позже переехал. Занятия регби начал на Северном побережье Австралии, играя за команду «Баллина Сихорсиз», также выступал за юниорские сборные Нового Южного Уэльса и даже за команды по регбилиг на позиции пропа или лока.
В возрасте 13 лет Родда окончательно перешёл в классическое регби, где изначально играл на позиции восьмого, но позже благодаря набору роста и веса стал играть на позиции лока. Последние два года учёбы в школе проучился в Ипсвичской гимназии в Квинсленде. В 2014 году дебютировал за школьную сборную Австралии.

## Игровая карьера

### Клубная
Родда начинал игровую карьеру в брисбенской команде «Истс Тайгерс», в которой играл в чемпионате Квинсленда, а также выступал за команду Квинсленда U-20 в 2015 и 2016 годах. В 2016 году он подписал контракт с клубом Супер Регби «Квинсленд Редс», а в том же году дебютировал в составе «Квинсленд Кантри» в Национальном регбийном чемпионате, где тренером форвардов был Брэд Торн.
В 2017 году состоялся дебют Родды за «Редс» в Супер Регби, в матче открытия против «Шаркс» в Брисбене, когда он вышел вместо Роба Симмонса и доиграл 18 минут в матче (победа 28:26). Первый матч в стартовом составе провёл через две недели против «Крусейдерс» (поражение 20:22).
В июне 2020 года Родда заключил однолетний контракт с французским «Лионом». Поводом для ухода из «Квинсленд Редс» стал отказ Родды от сокращения зарплаты в мае того же года.

### В сборной
В канун Чемпионата регби 2017 года тренер австралийцев Майкл Чейка вызвал Родду в сборную. 26 августа 2017 года состоялся дебют Родды в сборной Австралии на Кубке Бледислоу (поражение 29:35 от Новой Зеландии в Данидине. В составе сборной он сыграл на чемпионате мира по регби 2019 года в Японии, где австралийцы вылетели на стадии четвертьфинала.

## Статистика в Супер Регби
| Сезон | Команда        | Игры | В старте | На замену | Минут | Попытки | Реализации | Штрафные | Дроп-голы | Очки | ЖК | КК |
| ----- | -------------- | ---- | -------- | --------- | ----- | ------- | ---------- | -------- | --------- | ---- | -- | -- |
| 2017  | Квинсленд Редс | 12   | 5        | 7         | 425   | 1       | 0          | 0        | 0         | 5    | 0  | 0  |
| 2018  | Квинсленд Редс | 15   | 15       | 0         | 1166  | 1       | 0          | 0        | 0         | 5    | 0  | 0  |
| 2019  | Квинсленд Редс | 14   | 14       | 0         | 1104  | 1       | 0          | 0        | 0         | 5    | 0  | 0  |
| 2020  | Квинсленд Редс | 5    | 4        | 1         | 296   | 0       | 0          | 0        | 0         | 0    | 0  | 0  |
| Итого | Итого          | 46   | 38       | 8         | 2991  | 3       | 0          | 0        | 0         | 15   | 0  | 0  |